# Bdellium

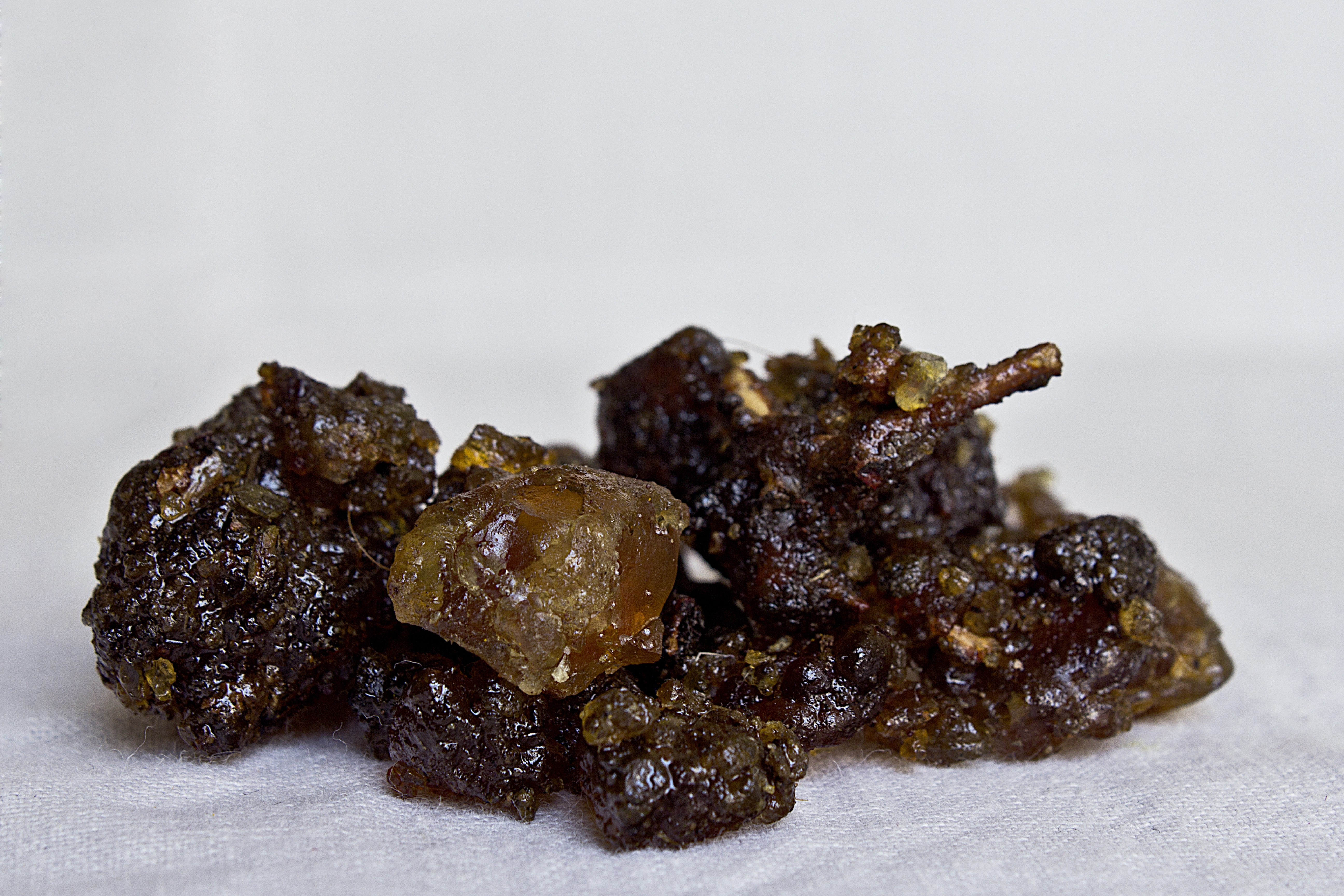
Résine de bdellium.

Le bdellium (du grec bdellion / en hébreu bedolach) est une gomme-résine que l'on faisait venir des Indes orientales, d'Afrique et d'Arabie par les routes commerciales du Levant.
Les botanistes ont longtemps débattu sur la nature de l'arbre qui le produit. Ces derniers sont convenus (notamment Jean-Baptiste de Lamarck) que c'est un balsamier de la famille des Térébinthacées. 
Plusieurs espèces de gommes-résines distinctes étaient commercialisées sous le nom de bdellium.
La première venait d'Inde et était tirée du Commiphora wightii (où le Bdellium s'appelle d'ailleurs "Myrrhe Indienne"). Très rare, c'était la plus recherchée et elle se présentait sous forme de fragments irréguliers, de grains arrondis rouge foncé. La cassure était vitreuse et elle se ramollissait par la chaleur. En brûlant elle dégageait une odeur agréable comparable à celle de la myrrhe. On dit aussi que son odeur est proche de celle du bois du cèdre.
La deuxième espèce provenait de Somalie et était tirée du Commiphora africanus (ou Balsamodendron)  et Boswellia dalzielli. Elle était mélangée à de la gomme. La cassure était vitreuse et grasse, sa couleur était jaune ou rougeâtre. Elle n'avait pour ainsi dire pas d'odeur, collait sous la dent et sa saveur était fade et amère. Les femmes de Somalie l'utilisaient pour laver leurs cheveux et les hommes pour blanchir leur bouclier. Elle était aussi utilisée pour expulser du corps le ver de Guinée.
La troisième espèce, le Bdellium Playfairii, laissait souvent couler, lors de sa cassure, un liquide transparent. Son odeur, un peu alliacée, laissait imaginer qu'elle était mêlée avec d'autres gommes-résines provenant des Ombellifères.

## Ancienne matière médicale
Ancienne matière médicale, il était très apprécié par les Anciens qui l'utilisaient comme excitant résolutif[Quoi ?] à l'intérieur et l'extérieur, dans le soin des catarrhes chroniques de la poitrine, de l'intestin et de la vessie.
À ce sujet, il est cité par Dioscoride et Pline. Celse l'employait dans un cataplasme hémostatique (L.V, chap. XVIII, § 22). 
Les chirurgiens médiévaux l'ont également utilisé comme résolutif mais aussi pour mollifier les apostèmes durs : 
"Bdellium est une gomme que quelques-uns appellent Proceron et Malochia en arabe Mukl-a-Iahud " (Henri de Mondeville, Synonymes des résolutifs, 126). 
"Bdellium est une gomme chaude en la fin du premier et outre avec douceur et humidité s'il est récent au premier, est grandement mollificatif des apostèmes au sixième des Simples" (Guy de Chauliac). 
Son usage s'est limité par la suite à entrer dans la composition du diachylon gommé ainsi que de quelques autres préparations.

## Les traces historiques
Ce produit est évoqué deux fois dans la Bible : (Genèse 2:11 et 12) "Le nom du premier est Pischon; il entoure tout le pays de Havilah, où il y a de l'or (un or de qualité) ainsi que du bdellium et de la pierre d'onyx" ; (Nombres 11:7) "La manne était comme de la graine de coriandre et ressemblait au bdellium". 
Voltaire évoque le bdellium dans son dictionnaire Philosophique (article "Bdellium") en ces termes : « On s’est fort tourmenté pour savoir ce que c’est que ce bdellium qu’on trouvait au bord du Phison, fleuve du paradis terrestre, qui tourne dans le pays d’Hévilath où il vient de l’or. »
Calmet, en compilant, rapporte que selon plusieurs compilateurs, le bdellium est l’escarboucle, mais que ce pourrait bien être aussi du cristal, puis il avertit que ce sont des câpres. Beaucoup d’autres assurent que ce sont des perles. Il n’y a que les étymologies de Bochart qui puissent éclaircir cette question.